# Fontblisse
Fontblisse est un lieu-dit situé sur les communes de Bannegon et de Vernais dans le département du Cher.

## Le canal de Berry
Sur la commune de Bannegon, Fontblisse présente la particularité d'être le point d’intersection des trois branches du canal de Berry.
L'intersection est constituée de la manière suivante :
- une écluse datant des années 1830 ouvre l’accès à la branche nord-ouest du canal, en direction de Bourges. Elle mesure 27,75 mètres de longueur, pour 2,70 mètres de largeur ;
- un pont sur la branche nord-ouest ;
- un bassin pour l'attente des péniches ;
- une maison d'éclusier du début du XXe siècle ;
- un bureau de déclaration de la fin du XIXe siècle.

## Protection
Bien qu'il ne soit ni inscrit ni classé parmi les Monuments Historiques, le site figure sur l'inventaire général de 1998, sous la référence IA18000512.